# Jardín de pruebas

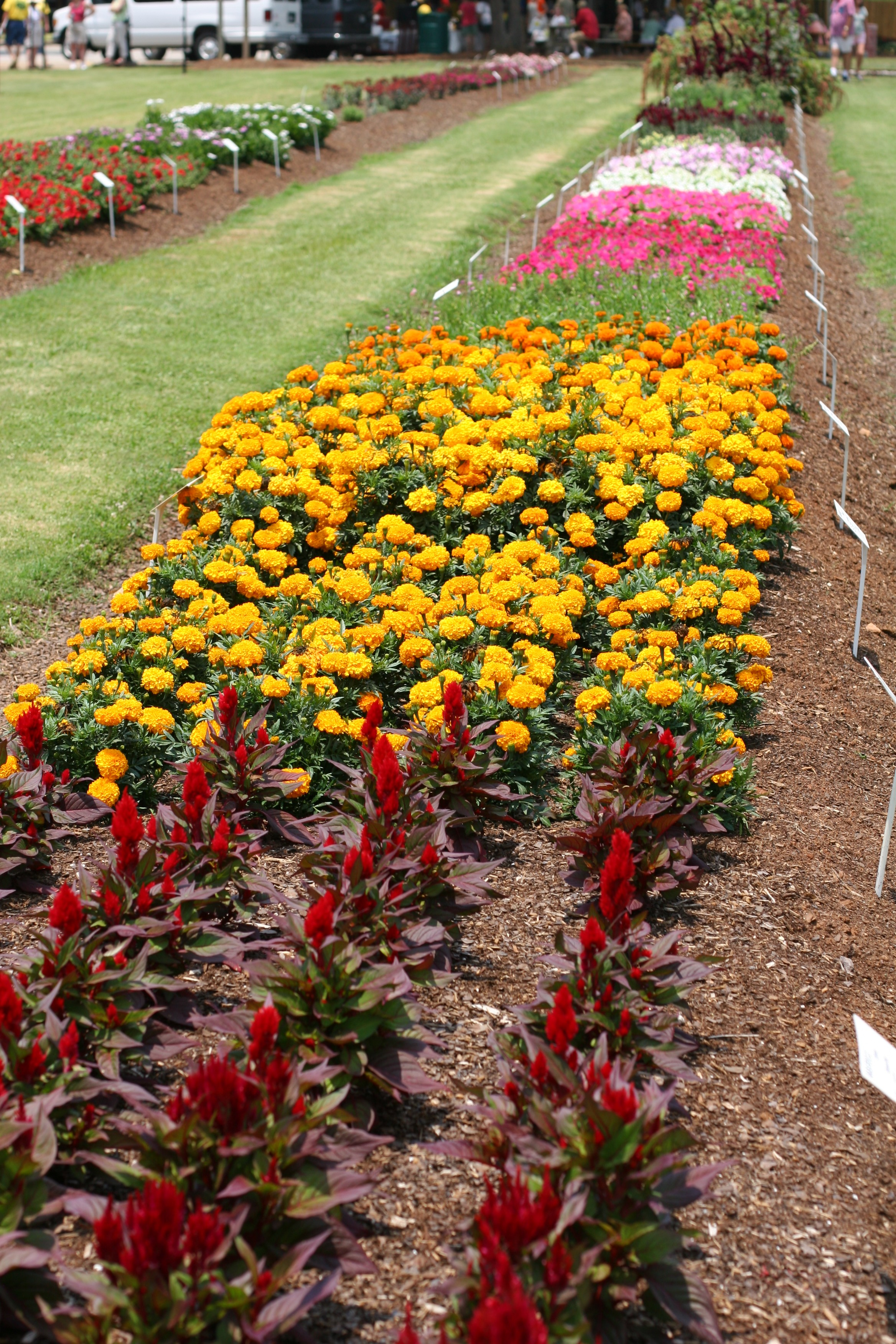
Un ejemplo de pruebas de Tagetes en el Park Seed Company Gardens.

Un Jardín de pruebas también llamado Jardín de ensayo, es un jardín cultivado específicamente con el fin de realizar pruebas de evaluación con las plantas. 

## Características
Los fitogenetistas de universidades y las compañías comerciales dedicadas a la jardinería tienen con frecuencia jardines de ensayo, al igual que muchos jardines botánicos privados y públicos así como periodistas profesionales del jardín. En los modelos clásicos de ensayo, las más recientes variedades de plantas desarrolladas se comparan con la planta similar más cercana cultivada industrialmente de forma estándar a través de todo su ciclo vital: desde la germinación/propagación hasta la madurez, y desde la semilla hasta la cosecha. Gracias al cultivo de nuevas variedades a la par de las estándar existentes, los investigadores pueden determinar si estas son de hecho mejores y, si es así, con respecto a qué. 

## Modus operandi
Cualquier jardinero puede crear su propio jardín de ensayo para ver que plantas se adaptan mejor a un ambiente específico de jardín. La mayoría de los programas de ensayos son muy formales, con diseños científicos que incluyen esquemas en los que las plantas se distribuyen al azar para minimizar cualquier riesgo de parcialidad debido a su ubicación. Los jueces voluntarios evalúan las entradas en busca de calidades deseables, tales como nuevas formas flores, colores, posición de la flor sobre el follaje, fragancia, duración de la estación de floración y la tolerancia o resistencia a las enfermedades y las plagas.

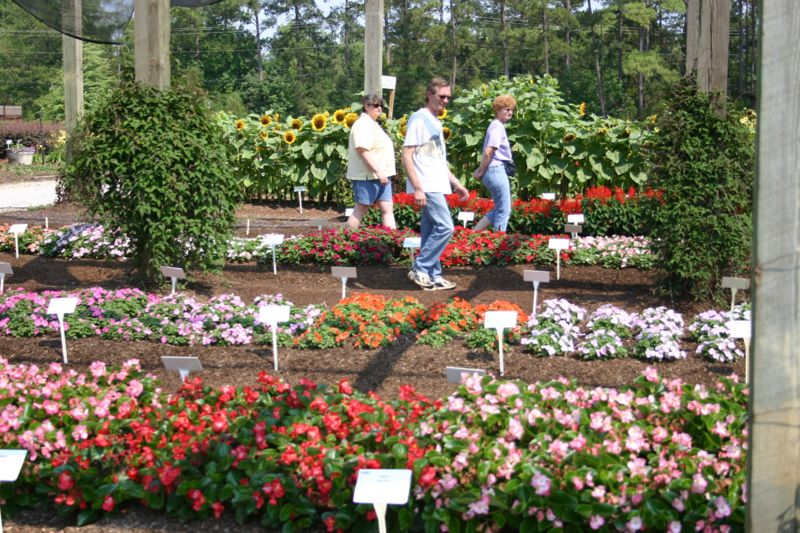
Campo de pruebas del AAS en el Park Seed Company Gardens, Foto por Christa Hanson, cedida por cortesía de la Park Seed Company.

Las verduras, frutas y hortalizas se juzgan buscando rasgos tales como rapidez para cosechar, rendimiento total, sabor, la calidad, la facilidad de cosecha, el hábito de desarrollo de la planta y la resistencia a enfermedades y plagas. 

## Organizaciones que realizan pruebas de plantas
- All-America Selections (AAS). Esta organización coordina jardines de ensayo en más de 40 localizaciones de los Estados Unidos y Canadá.
- Real Sociedad de Horticultura (RHS). Coordina jardines de pruebas en el Reino Unido.